# Varg Gyllander

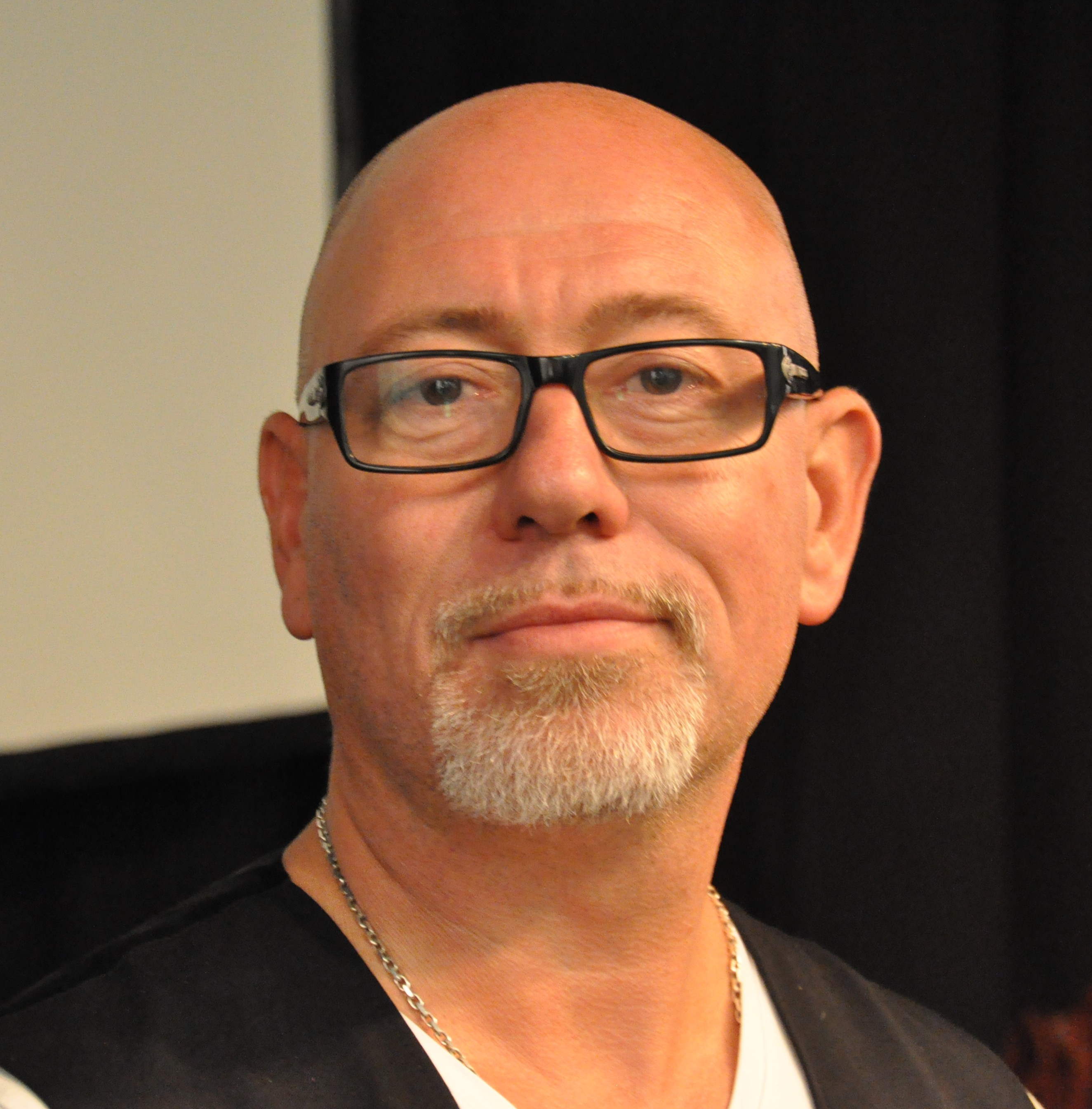
Varg Gyllander auf der Göteborger Buchmesse 2011

Varg Gyllander (* 1964 in Schonen) ist ein schwedischer Autor von Kriminalromanen und Pressesprecher der schwedischen Polizeibehörde von Stockholms län.

## Leben
Gyllander wurde in Schonen als Sohn eines Öltankerkapitäns geboren. Da seine Familie häufig den Wohnort wechselte, wuchs er in Stockholm, Norrköping, Linköping und Borgholm auf. In Karlskrona absolvierte er die Offiziershochschule der Schwedischen Marine. Er arbeitete anschließend als Marineoffizier, Lehrer, und Koch. Zuletzt besuchte er eine Journalistenschule und war zwei Jahre bei der Zeitung Norrköpings Tidningar beschäftigt. Während seiner Tätigkeit für die Nachrichtenagentur Tidningarnas Telegrambyrå (TT) arbeitete er mit dem Schriftsteller Stieg Larsson zusammen. Zunächst wurde Gyllander als Pressesekretär bei der schwedischen Reichskriminalpolizei angestellt und dann als Pressesprecher bei der Polizeibehörde Stockholms län. Er wohnt mit seinen zwei Söhnen im Stockholmer Ortsteil Stora Essingen.
Bekannt wurde Gyllander mit seinen Kriminalromanen deren Protagonisten der penible und in sich gekehrte Forensiker Ulf Holtz und die Kriminaltechnikerin Pia Levin sind. Er debütierte 2009 mit „Der lächelnde Mörder“. Von den bisher vier veröffentlichten Büchern der Serie erschienen drei in deutscher Sprache. Im Mai 2014 wird der letzte und abschließende Teil mit dem Titel „Min är hämnden“ herausgegeben.

## Werke
- 2009: „Somliga linor brister“ (dt. Der lächelnde Mörder, btb Verlag, München 2010, Leseprobe in der Google-Buchsuche, ISBN 978-3-442-74146-5)
- 2010: „Bara betydelsefulla dör“ (dt. Eiskalte Rache, btb Verlag, München 2011, Leseprobe in der Google-Buchsuche, ISBN 978-3-442-74264-6)
- 2011: „Det som vilar på botten“ (dt. Tote reden nicht, btb Verlag, München 2012, Leseprobe in der Google-Buchsuche, ISBN 978-3-442-74360-5)
- 2012: „Ingen jord den andra lik“ (dt. Keine Erde gleicht der anderen, btb Verlag, München 2014, Leseprobe in der Google-Buchsuche ISBN 978-3-442-74745-0)